# Răzvan Farmache
Răzvan Ștefănel Farmache (n. 1 noiembrie 1978 în Urziceni) este un fotbalist român care în prezent antrenează pe FC Urziceni, unde și joacă pe postul de fundaș dreapta. 
- Răzvan Farmache pe romaniansoccer.ro
- Răzvan Farmach pe transfermarkt.co.uk